# Epactiochernes tumidus
Epactiochernes tumidus es una especie de arácnido  del orden Pseudoscorpionida de la familia Chernetidae.

## Distribución geográfica
Se encuentra en California y Carolina del Norte en (Estados Unidos).